# Marinenachschubleichter
Der Marinenachschubleichter Typ I (MNL) war eine Klasse von kleineren Landungsbooten der Kriegsmarine, welche im Zweiten Weltkrieg zum Einsatz kamen.

## Allgemeines

### Entwicklungsgeschichte
Der Marinenachschubleichter Typ I (MNL I) entstand aufgrund einer Forderung der Kriegsmarine nach einem Nachschub- und Landungsfahrzeug, welches in der Lage sein sollte von Deutschland über das französische Flussnetz ins Mittelmeer zu gelangen. Dies wurde notwendig, weil die vorhandenen Marinefährprahme und Marineartillerieleichter das „Freycinet-Maß“ der französischen Kanäle und Schleusenanlagen (Länge 39,0 m, Breite 5,2 m, Tiefgang 1,8 m) überschritten, so dass sie diese nicht befahren konnten. Der Entwurf der Leichter entsprach dann annähernd den Abmessungen einer handelsüblichen Péniche, wobei sie so konstruiert wurden, dass die Aufbauten leicht demontierbar waren und der Rumpf aus sechs Sektionen bestand. Womit diese auf Eisenbahnwaggons verladen werden und am Zielort nur mit Hilfe eine 20-t-Kranes zusammengebaut werden konnten.
Aufgrund einer fehlenden schnell ausbringbaren Landungsklappe eigneten sich die Boote nicht für schnelle Landungsunternehmen, sondern eher für den Nachschubtransport an Orte ohne Hafenanlagen. Vom äußeren Erscheinungsbild waren die Boote dem Marinefährprahm nicht unähnlich. Allerdings wurde noch größerer Wert auf eine schnelle und einfache Fertigung gelegt.

### Zuladung
Der witterungsgeschützte Laderaum eines MNL I war 16 m lang, 3,5 m breit und hatte eine Höhe von etwa 1,6 m, was einem nutzbaren Rauminhalt von 90 m³ entspricht. Zur Be- bzw. Entladung waren zwei 4 × 1,51 m große Ladeluken und ein Ladepfosten mit einem Ladebaum von 2 t Tragkraft, der zwischen diesen beiden Luken je nach Bedarf an der Backbord- oder Steuerbordseite aufgestellt werden konnte vorhanden. Die Ladefläche an Oberdeck war etwa 21 m lang, 3,5 m breit und wies eine Fläche von 60 m² auf. Hier konnten bei einer Fahrbahnbreite von 2,5 m drei Lastkraftwagen hintereinander transportiert werden.
Es bestand die Möglichkeit 200 voll ausgerüstete Soldaten im Laderaum und an Deck unterzubringen. Ansonsten betrug die Zuladung 75 t bis Seegang der Stärke 4 oder 90 t bis Stärke 2. Bei schweren und sperrigen Lasten, wie etwa Fahrzeuge, welche an Oberdeck transportiert wurden, musste aus Stabilitätsgründen nur ein Drittel der Zuladung gefahren werden. War der Leichter ansonsten unbeladen, konnten nur 20 t an Decksfracht verstaut werden, welche mittels zweier mitgeführter Spurbahnträger an Bord gebracht wurde.

### Modifikationen
Es war geplant vier Boote (MNL 1, MNL 2, MNL 11 und MNL 12) als Flusssperrbrecher auf der Donau einzusetzen. Dafür sollte ein 70 t schweres Kreuzpolgerät (KPG) eingerüstet werden, welches ein geringfügig geändertes italienisches Gerät namens Canona Antimagnetica war. Aber die Aufträge wurden am 8. Januar 1945 vor Fertigstellung storniert.

## Marinenachschubleichter Typ II
Die Nachfolgerklasse, der Marinenachschubleichter Typ II, wurde ohne die Beschränkungen durch die französischen Wasserstraßen geplant. Er sollte bei einer maximalen Tragfähigkeit von 170 t eine Ladung von 125 t (bis zu 175 t bei ruhiger See) transportieren können. Dafür hätte eine Ladefläche von 235 m² an Deck und 115 m² im Laderaum zur Verfügung gestanden. Der Antrieb sollte aus drei Dieselmotoren bestehen. Die Entwicklung wurde aber bereits Anfang 1944 zugunsten des Einheitslandungsboots eingestellt.

## Liste der Boote
| Bezeichnung | Bauwerft                          | Bauauftrag    | Indienststellung  | Verbleib                                                                       |
| ----------- | --------------------------------- | ------------- | ----------------- | ------------------------------------------------------------------------------ |
| MNL 1       | Krupp Stahlbau, Rheinhausen       | 7. April 1943 | 17. November 1944 |                                                                                |
| MNL 2       | Krupp Stahlbau, Rheinhausen       | 7. April 1943 | -                 | Bauauftrag am 8. Januar 1945 storniert                                         |
| MNL 3       | Krupp Stahlbau, Rheinhausen       | 7. April 1943 | 29. Januar 1945   |                                                                                |
| MNL 4       | Krupp Stahlbau, Rheinhausen       | 7. April 1943 | 29. Januar 1945   |                                                                                |
| MNL 5       | Krupp Stahlbau, Rheinhausen       | 7. April 1943 | 29. Januar 1945   |                                                                                |
| MNL 6       | Krupp Stahlbau, Rheinhausen       | 7. April 1943 | September 1944    |                                                                                |
| MNL 7       | Krupp Stahlbau, Rheinhausen       | 7. April 1943 | September 1944    |                                                                                |
| MNL 8       | Krupp Stahlbau, Rheinhausen       | 7. April 1943 | September 1944    |                                                                                |
| MNL 9       | Krupp Stahlbau, Rheinhausen       | 7. April 1943 | September 1944    |                                                                                |
| MNL 10      | Krupp Stahlbau, Rheinhausen       | 7. April 1943 | September 1944    |                                                                                |
| MNL 11      | Krupp Stahlbau, Rheinhausen       | 7. April 1943 | -                 | Bauauftrag am 8. Januar 1945 storniert                                         |
| MNL 12      | Krupp Stahlbau, Rheinhausen       | 7. April 1943 | -                 | Bauauftrag am 8. Januar 1945 storniert                                         |
| MNL 13      | Krupp Stahlbau, Rheinhausen       | 7. April 1943 | 29. Januar 1945   |                                                                                |
| MNL 14      | Krupp Stahlbau, Rheinhausen       | 7. April 1943 | 29. Januar 1945   |                                                                                |
| MNL 15      | Krupp Stahlbau, Rheinhausen       | 7. April 1943 | -                 | Bauauftrag im Januar 1945 storniert                                            |
| MNL 16      | Krupp Stahlbau, Rheinhausen       | 7. April 1943 | -                 | Bauauftrag im Januar 1945 storniert                                            |
| MNL 17      | Krupp Stahlbau, Rheinhausen       | 7. April 1943 | -                 | Bauauftrag im Januar 1945 storniert                                            |
| MNL 18      | Krupp Stahlbau, Rheinhausen       | 7. April 1943 | -                 | Bauauftrag im Januar 1945 storniert                                            |
| MNL 19      | Krupp Stahlbau, Rheinhausen       | 7. April 1943 | -                 | Bauauftrag im Januar 1945 storniert                                            |
| MNL 20      | Krupp Stahlbau, Rheinhausen       | 7. April 1943 | -                 | Bauauftrag im Januar 1945 storniert                                            |
| MNL 21      | Krupp Stahlbau, Rheinhausen       | 5. Juni 1943  | 21. Juni 1944     | Dezember 1945 sowjetische Kriegsbeute                                          |
| MNL 22      | Krupp Stahlbau, Rheinhausen       | 5. Juni 1943  | 21. Juni 1944     | Dezember 1945 sowjetische Kriegsbeute                                          |
| MNL 23      | Krupp Stahlbau, Rheinhausen       | 5. Juni 1943  | 4. Oktober 1944   | Mai 1945 britische Kriegsbeute und im 1946 vor der Mündung der Schlei versenkt |
| MNL 24      | Krupp Stahlbau, Rheinhausen       | 5. Juni 1943  | Oktober 1944      |                                                                                |
| MNL 25      | Neckarwerft, Neckarsulm           | 5. Juni 1943  |                   |                                                                                |
| MNL 26      | Schiffswerft Ruthof, Mainz-Kastel | 5. Juni 1943  |                   |                                                                                |
| MNL 27      | Schiffswerft Ruthof, Mainz-Kastel | 5. Juni 1943  |                   |                                                                                |
| MNL 28      | Werft Gustavsburg, Mainz-Kastel   | 5. Juni 1943  |                   |                                                                                |
| MNL 29      | Werft Gustavsburg, Mainz-Kastel   | 5. Juni 1943  | 30. Januar 1945   |                                                                                |
| MNL 30      | Werft Gustavsburg, Mainz-Kastel   | 5. Juni 1943  |                   |                                                                                |
| MNL 31      | Krupp Stahlbau, Rheinhausen       | 5. Juni 1943  |                   | Mai 1945 niederländische Kriegsbeute                                           |
| MNL 32      | Krupp Stahlbau, Rheinhausen       | 5. Juni 1943  |                   |                                                                                |

## Technik

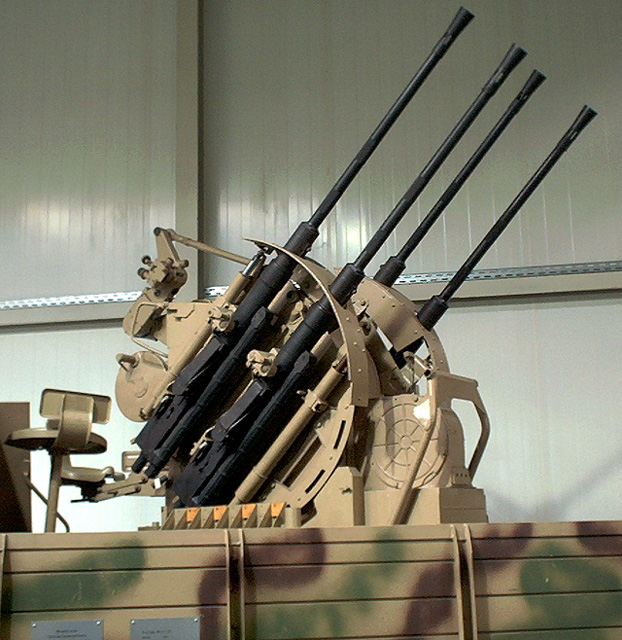
2-cm-Flak C/38 auf Vierlingslafette

### Antrieb
Der Antrieb erfolgte durch zwei Sechszylinder-Lkw-Dieselmotoren von Deutz, mit einer Leistung von 240 PS (177 kW). Diese Leistung wurde an zwei Wellen mit je einer Schraube abgegeben. Die Höchstgeschwindigkeit betrug 10 Knoten (19 km/h), mit einer maximalen Fahrstrecke von 540 Seemeilen (1.000 km).

### Bewaffnung
Die Bewaffnung bestand aus einer 3,7-cm in Einzellafette am Heck und vier 2-cm-Flak C/38 in Vierlingslafette, welche auf einer Plattform hinter dem Fahrstand aufgestellt war.